# Еріскірх
Еріскірх (нім. Eriskirch) — громада в Німеччині, знаходиться в землі Баден-Вюртемберг. Підпорядковується адміністративному округу Тюбінген. Входить до складу району Бодензе.
Площа — 14,58 км2. Населення становить 4923 ос. (станом на 31 грудня 2020).